# Попугаев, Иван Арсентьевич
Иван Арсентьевич Попугаев — советский хозяйственный и политический деятель.

## Биография
Родился в 1928 году в деревне Самойлиха. Член КПСС.
Окончил Егорьевский станкостроительный техникум, Тамбовский институт химического машиностроения, ВПШ при ЦК КПСС.
В 1948—1952 гг. — военнослужащий ВВС СССР: техник по вооружению, освобождённый секретарь комитета ВЛКСМ авиационно-технического батальона.
В 1952—1954 гг. — заместитель секретаря Егорьевского горкома ВЛКСМ, секретарь комитета ВЛКСМ текстильной фабрики «Вождь пролетариата».
В 1954—1968 гг. — механик Каменской машинно-тракторной станции, инструктор, заместитель заведующего отделом комсомольских организаций Тамбовского обкома ВЛКСМ, инструктор, заместитель заведующего, заведующий сектором химической промышленности и химического машиностроения отдела промышленного обкома КПСС
В 1970—1977 гг. — первый секретарь Советского райкома КПСС города Тамбова.
В 1977—1980 гг. — председатель Тамбовского горисполкома.
В 1980—1987 гг. — первый секретарь Тамбовского горкома КПСС.
В 1987—1990 гг. — секретарь Тамбовского облисполкома.
Делегат XXVI и XXVII съездов КПСС.
На пенсии — председатель общественного комитета содействия развитию города Тамбова.
Почетный гражданин Тамбова.
Умер в Тамбове в 2015 году.

## Награды
- Орден Трудового Красного Знамени (1986)
- Орден Знак Почёта (1974, 1976, 1981)